# Euglandina rosea
El caracol lobo (Euglandina rosea) es una especie de caracol carnívoro terrestre de la familia Spiraxidae, del orden Stylommatophora.

## Distribución geográfica
Es originario del sur de los Estados Unidos. Fue introducido en diversas islas del Pacífico como Hawái, Polinesia Francesa y Filipinas.

## Descripción
Es un molusco terrestre de hasta 10 cm de largo, aunque sus medidas normales son 75 mm de largo y 27 mm de diámetro. Normalmente su concha es rosa claro y su cuerpo café.

## Etología

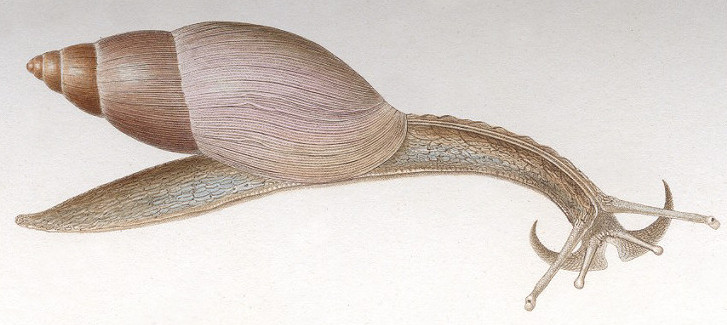
Euglandina rosea

Es un voraz depredador de otros caracoles por lo que fue introducido en Hawái y en varias islas de la Polinesia para controlar la población de caracol gigante africano, pero terminó por extinguir a otras especies de caracoles nativas, en especial las de los géneros Achatinella y Partula, por lo que está incluido en la lista 100 de las especies exóticas invasoras más dañinas del mundo de la Unión Internacional para la Conservación de la Naturaleza.